# Carlos Aranda
Carlos Reina Aranda (Málaga, 27 juli 1980) is een Spaans voormalig voetballer die als aanvaller speelde.

## Loopbaan
Aranda doorliep de jeugdopleiding van Real Madrid en speelde voor Real Madrid C en Real Madrid Castilla. Hij debuteerde op 3 november 1999 in het eerste elftal als basisspeler in de uitwedstrijd in poulefase van de UEFA Champions League 1999/00 bij het Noorse Molde FK (0-1). Na 55 minuten werd hij gewisseld voor Samuel Eto'o. Op 30 oktober 2001 kwam Aranda na 61 minuten in het veld voor Fernando Morientes in de met 2-0 verloren wedstrijd in de poulefase van de UEFA Champions League 2001/02 uit bij Lokomotiv Moskou. Real Madrid won deze beide edities van de Champions League. Aranda werd in januari 2002 overgenomen door Numancia waarmee hij degradatie uit de Segunda División wist te voorkomen.
Medio 2002 werd Aranda aangetrokken door Villarreal. Daar kwam hij weinig aan bod en halverwege het seizoen ging hij andermaal naar Numancia. Hij kende in het seizoen 2003/04 met acht doelpunten in 25 wedstrijden een goed seizoen bij Albacete en werd vervolgens gecontracteerd door Sevilla. Daar kwam hij weinig aan bod en in het seizoen 2005/06 werd Aranda verhuurd aan Albacete. In het seizoen 2006/07 had hij met 11 doelpunten in 26 wedstrijden een belangrijk aandeel in de promotie naar de Primera División met Real Murcia. Het seizoen daarna was bij Granada 74 echter geen succes. Medio 2008 vond hij geen nieuwe club en trainde bij amateurclub CF Gavà.
In december 2008 ging hij voor de derde keer aan de slag bij Numancia. Daar kon hij ondanks 6 doelpunten in 20 wedstrijden degradatie uit de Primera División niet voorkomen. Tussen 2009 en 2011 speelde Aranda voor Osasuna. Hierna kwam hij, steeds vrij kort, uit voor Levante, Real Zaragoza en Granada. Aranda kende met 7 doelpunten in 28 wedstrijden een goed seizoen 2013/14 bij Las Palmas maar in zijn vierde periode bij Numancia kwam hij mede door blessures weinig aan bod. Aranda stopte maar ging in het seizoen 2016/17 nog op laag niveau voor zijn jeugdclub CD El Palo spelen. Daar werd hij ook jeugdtrainer.

## Persoonlijk
Aranda groeide in de wijk El Palo in Málaga op bij zijn grootouders nadat zijn vader al direct uit beeld geraakt was en zijn moeder aan kanker overleed toen hij negen jaar oud was. Op jonge leeftijd had hij allerlei baantjes en kwam ook in aanraking met de politie. Op een jeugdtoernooi met zijn club El Palo werd hij gescout door Vicente del Bosque en naar de jeugdopleiding van Real Madrid gehaald.